# Centromyrmex constanciae
Centromyrmex constanciae är en myrart som beskrevs av Arnold 1915. Centromyrmex constanciae ingår i släktet Centromyrmex och familjen myror.

## Underarter
Arten delas in i följande underarter:
- C. c. angolensis
- C. c. constanciae
- C. c. guineensis